# Exchange Hotel, Kalgoorlie
El Exchange Hotel, es un hotel histórico en Kalgoorlie, Australia Occidental.

## Ubicación
Está ubicado en la esquina de Hannan Street y Maritana Street en Kalgoorlie. Se encuentra al lado del edificio de Kalgoorlie Miner, el periódico Goldfields, y frente al Palace Hotel .

## Historia

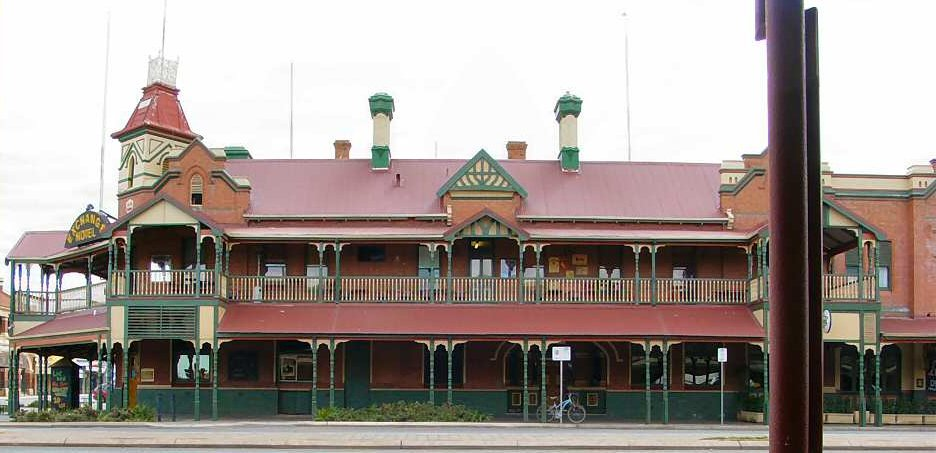
Intercambio Hotel en la calle Maritana

Fue construido en 1900 para Wilkie Brothers, contratistas de la línea ferroviaria Southern Cross-Kalgoorlie que contrataron al equipo de construcción Shaw y Harcorn, y al equipo de arquitectura Hawkins y Spriggs. Posee dos plantas, con torre en esquina y techo a dos aguas de hierro galvanizado corrugado y se construyó de ladrillos, hierro y balaustrada de madera.
Durante los disturbios raciales de 1934, Bill Trythall lo compró al antiguo propietario, que tenía un nombre que sonaba extranjero y como resultado, se salvó de daños.
En 2011, entró en suspensión de pagos como resultado de la disminución de la clientela. En enero de 2013, fue adquirida por un nuevo propietario. Su uso de "skimpies", es decir, camareras en topless, se consideró para el turismo.

## Protección
Está inscrito en el Registro del Patrimonio del Estado desde 1997.